# Krumbach, Niederösterreich
Krumbach är en ort och kommun  i Österrike. Den ligger i distriktet Wiener Neustadt-Land i förbundslandet Niederösterreich, 80 kilometer söder om huvudstaden Wien. 